# Bomba d'aviació

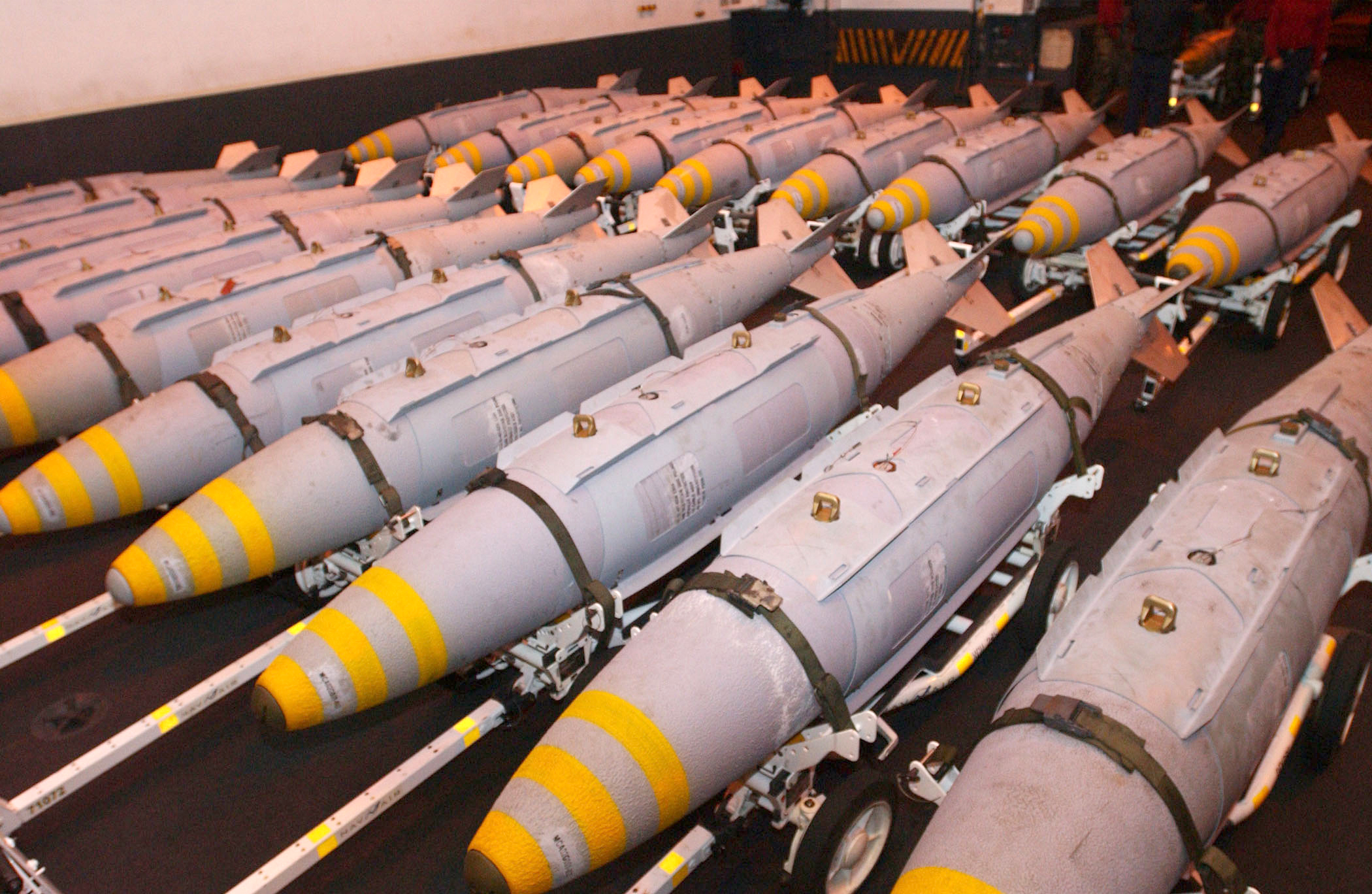
Bombes aèries GBU-31 JDAM a la badia de l'hangar de l'USS Theodore Roosevelt (CVN-71)

Una bomba d'aviació o bomba aèria és un tipus d'arma explosiva o incendiària destinada a ser llençada des de l'aire amb una trajectòria previsible. Els enginyers solen desenvolupar aquestes bombes per ser llançades des d'un avió.
L'ús de bombes aèries s'anomena bombardeig aeri.

## Tipus de bombes
Les bombes aèries inclouen una àmplia gamma i complexitat de dissenys. Aquests inclouen bombes de gravetat no guiades, bombes guiades, bombes llançades a mà des d'un vehicle, bombes que necessiten un gran vehicle de lliurament construït especialment, bombes integrades amb el propi vehicle (com ara una bomba planejant ), bombes de detonació instantània o retards. bombes d'acció.
Els tipus més importants són:
- Bomba de dispersió
- Bomba de formigó
- Bomba del terratrèmol
- Bomba incendiària
- Bomba d'ús general
- Bomba de gravetat (muda).
- Bomba guiada (intel·ligent).
- Bomba nuclear

Igual que amb altres tipus d'armes explosives, les bombes aèries tenen com a objectiu matar i ferir persones o destruir material mitjançant la projecció d'una o més explosions, fragmentació, radiació o foc cap a l'exterior des del punt de detonació.

## Història

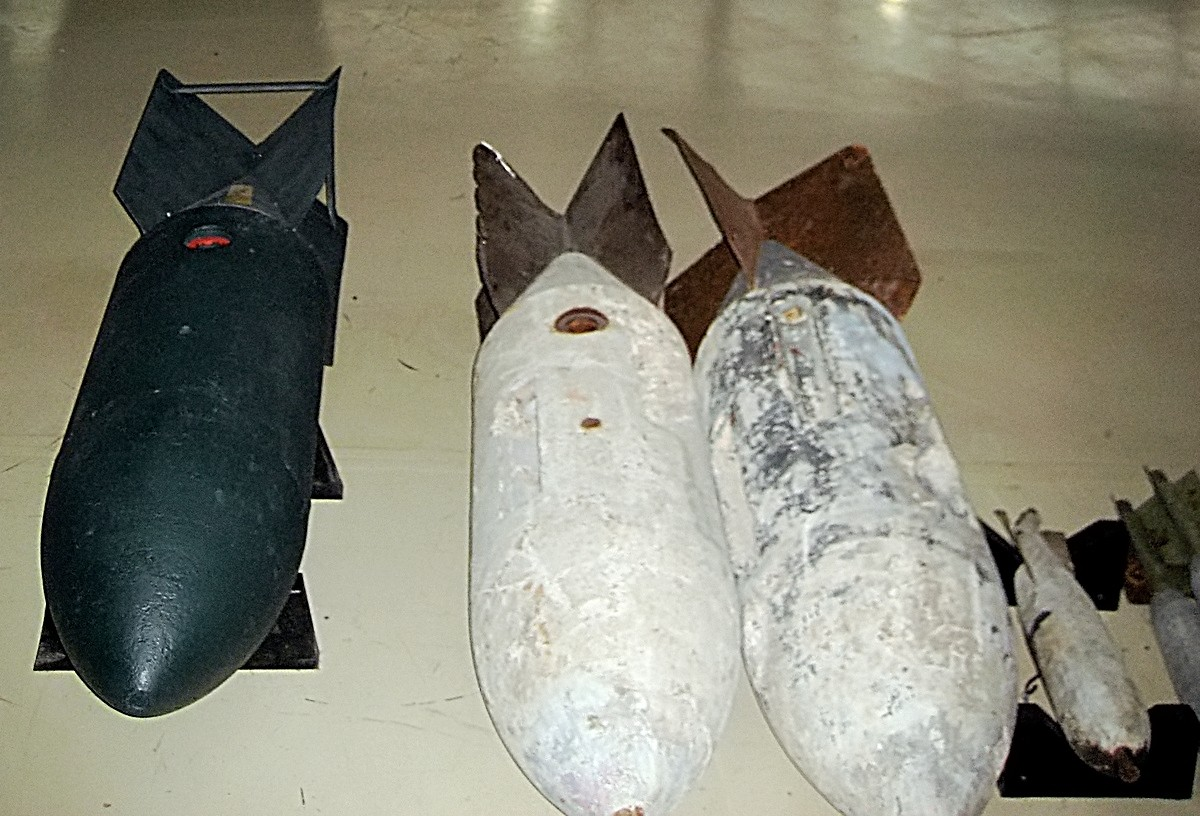
Bombes aèries alemanyes de la Segona Guerra Mundial. D'esquerra a dreta: explosiu, bomba de pràctica de formigó de 250 kg, bomba de pràctica de formigó de 50 kg.

Les primeres bombes llençades contra objectius des de l'aire, van ser bombes de propòsit general, transportades en globus aerostàtics no tripulats, llançades per via aèria, pels austríacs contra Venècia el 1849 durant la Primera Guerra d'Independència italiana.
Les primeres bombes llançades des d'un avió més pesat que l'aire van ser granades o dispositius semblants a granades. Històricament, el primer ús va ser per Giulio Gavotti l'1 de novembre de 1911, durant la guerra italo-turca.
El 1912, durant la Primera Guerra dels Balcans, el pilot de la Força Aèria búlgara Christo Toprakchiev va suggerir l'ús d'avions per llançar "bombes" sobre posicions turques (de fet eren conegudes com granades a l'exèrcit búlgar en aquell moment).. El capità Simeon Petrov va desenvolupar la idea i va crear alguns prototips adaptant diferents tipus de granades i augmentant la seva càrrega explossiva.

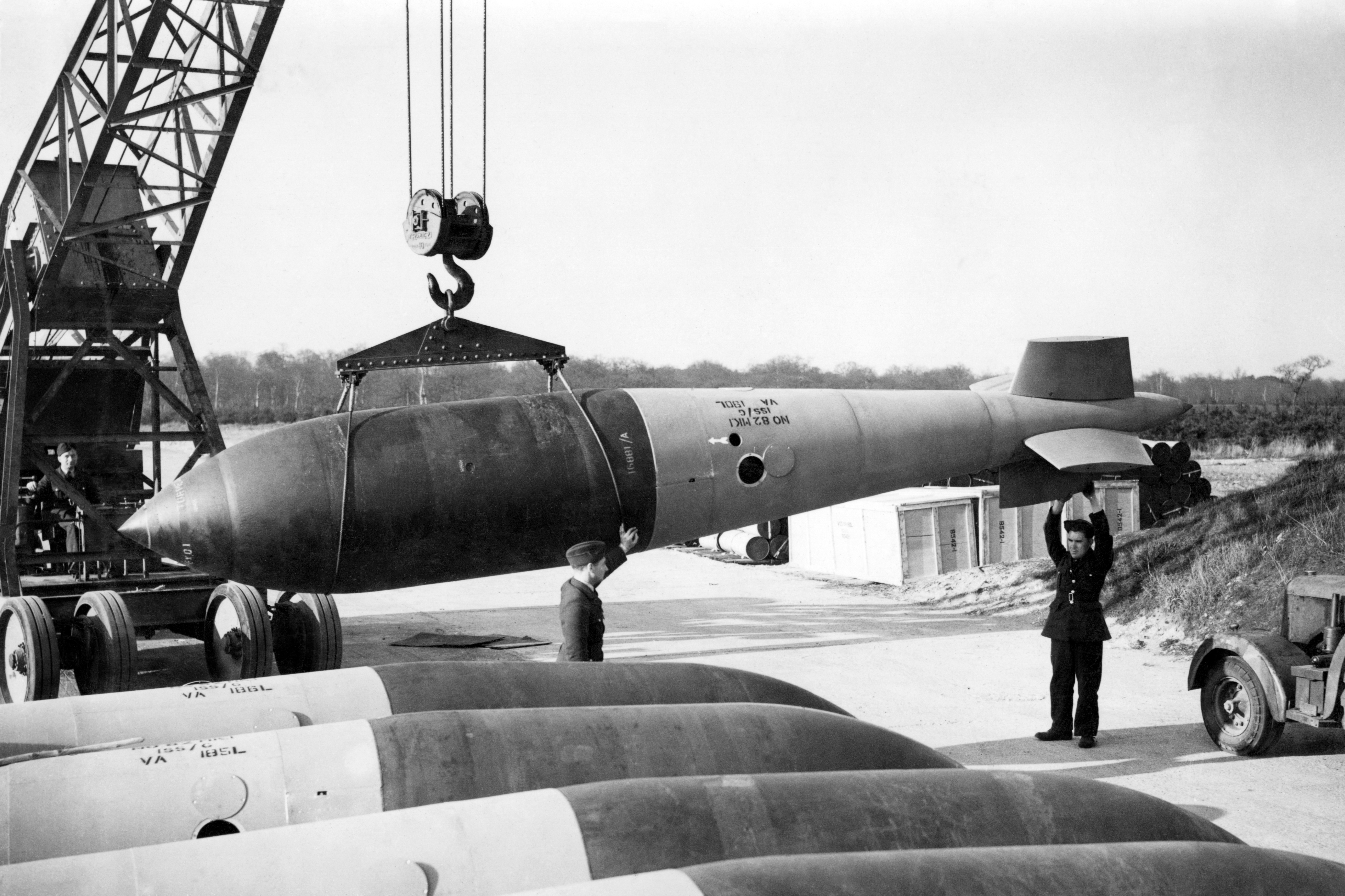
Bomba sísmica " Grand Slam " de la Royal Air Force

El 16 d'octubre de 1912, l'observador Prodan Tarakchiev va llançar dues d'aquestes bombes a l'estació de ferrocarril turca de Karağaç (prop de l'assetjada Edirne) des d'un avió Albatros F.2 pilotat per Radul Milkov, per primera vegada en aquesta campanya.
Finalment després d'una sèrie de proves, Petrov va idear el disseny final, amb una aerodinàmica millorada, una cua forme de X i una bengala de contacte. Aquesta versió va ser utilitzada àmpliament per la Força Aèria Búlgara durant el setge d'Edirne. Una còpia dels plans es va vendre més tard a l'Imperi Alemany i la bomba, anomenada Chataldzha (Чаталджа), va romandre en producció en massa fins al final de la Primera Guerra Mundial. El pes unitari d'aquestes bombes era de 6 kilogrammes. Durant l'impacte, feien un cràter de 4 a 5 mètres d'amplada i aproximadament 1 mètre de profunditat. Van ser posades en servei per les forces alemanyes amb " bombarders especialitzats » el 1917 (Zeppelin Staaken R.VI ), però les bombes no van ser gaire utilitzades fins a la Segona Guerra Mundial.

## Descripció tècnica

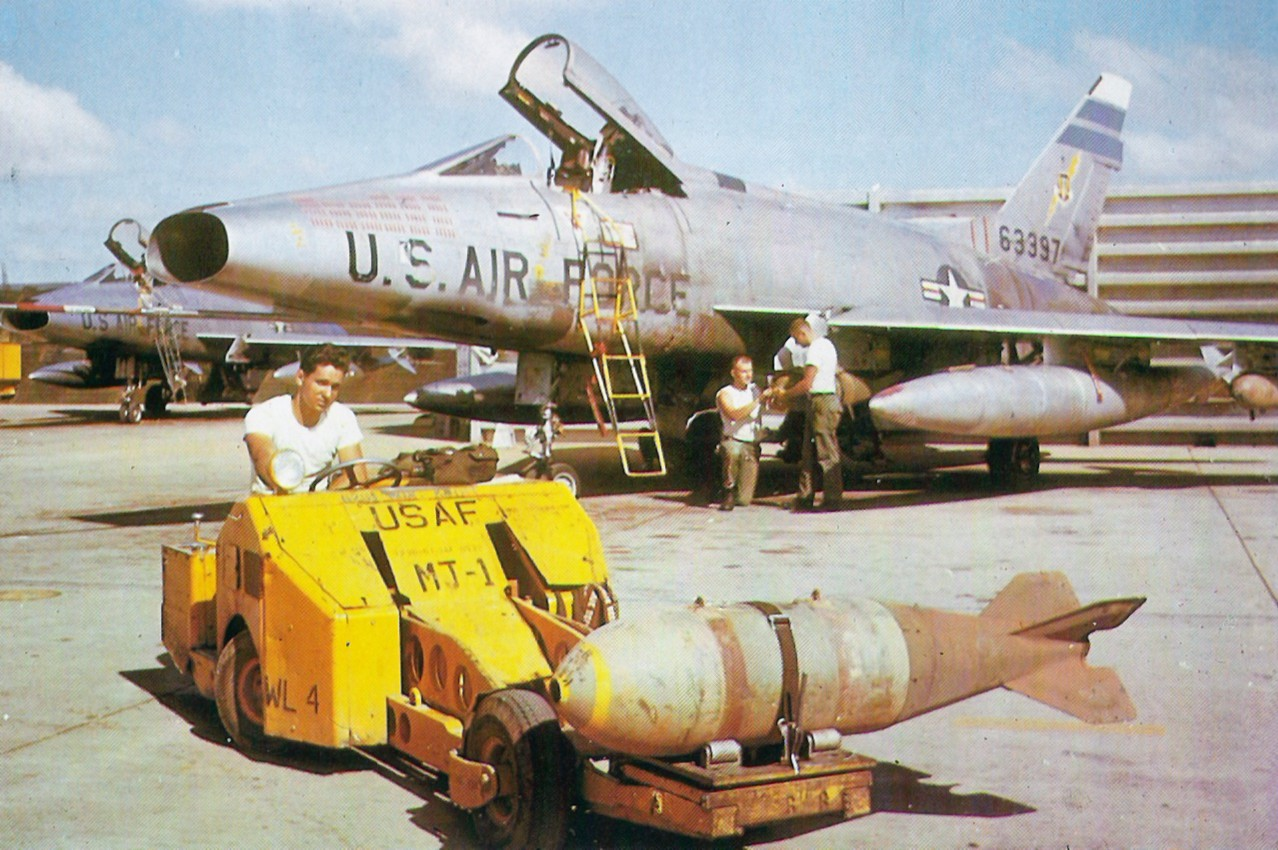
Un F-100 Super Sabre carregat amb bombes M117 durant la guerra del Vietnam

Les bombes aèries solen utilitzar una espoleta de contacte per detonar la bomba a l'impacte, o una espoleta d'acció retardada iniciada per l'impacte.

## Fiabilitat
No totes les bombes llançades detonen; les fallades són habituals. Es va estimar que durant la Segona Guerra Mundial al voltant del 10% de les bombes alemanyes no van arribar a detonar, i que les bombes aliades tenien una taxa de fracàs del 15% o el 20%, especialment les que utilitzaven un mecanisme detonant de tipus espoleta, en lloc d'una espoleta de temps, quan colpejaven un sòl tou.
Durant la guerra es van llançar moltes bombes; Cada any es descobreixen milers de bombes sense explotar que poden detonar, especialment a Alemanya, i s'han de desactivar o detonar en una explosió controlada, que en alguns casos requereix l'evacuació prèvia de milers de persones. Les bombes velles detonen de tant en tant quan es manipulen, o quan finalment acaba funcionant una espoleta de temps defectuosa, demostrant que les precaucions encara són essencials a l'hora de tractar-les.

## Galeria

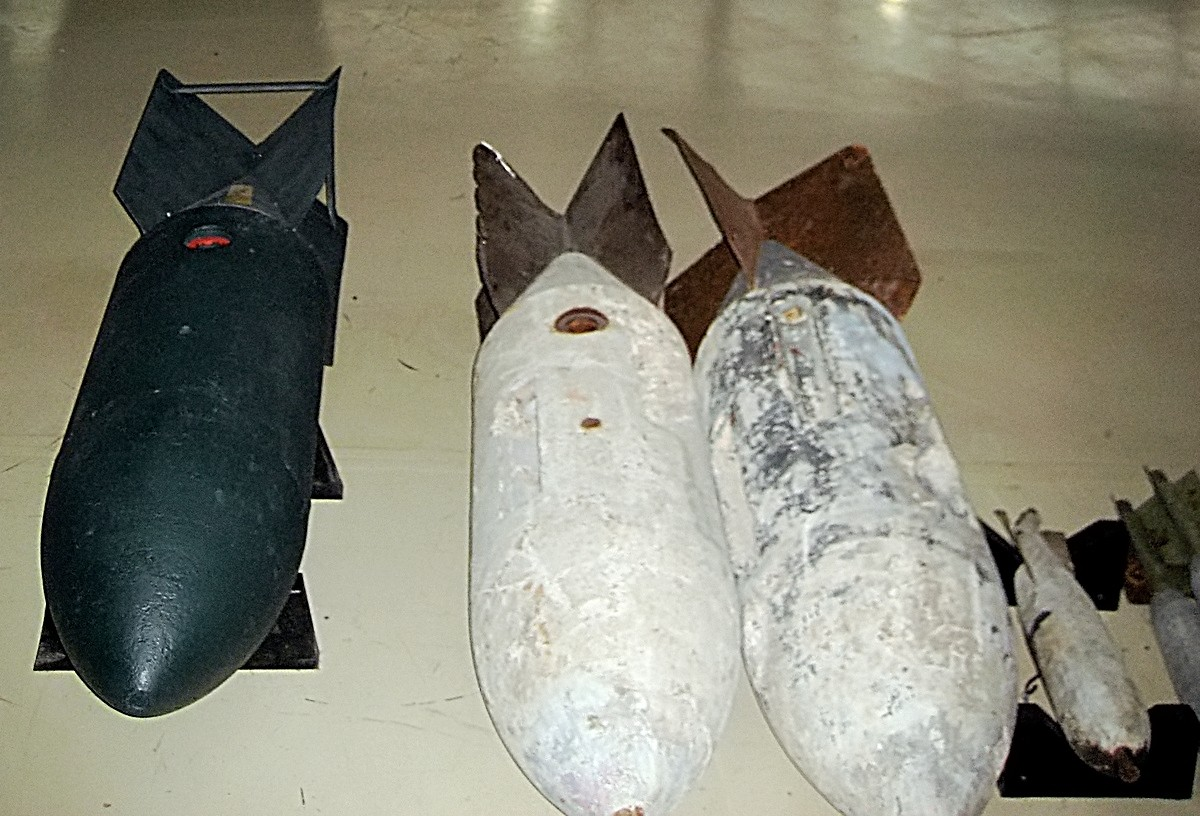
bombes alemanyesla Segona Guerra Mundial : a l'esquerra, una bomba explosiu SC250 i a la dreta quatre bombes de destrucció de formigó(250 kg i50 kg )
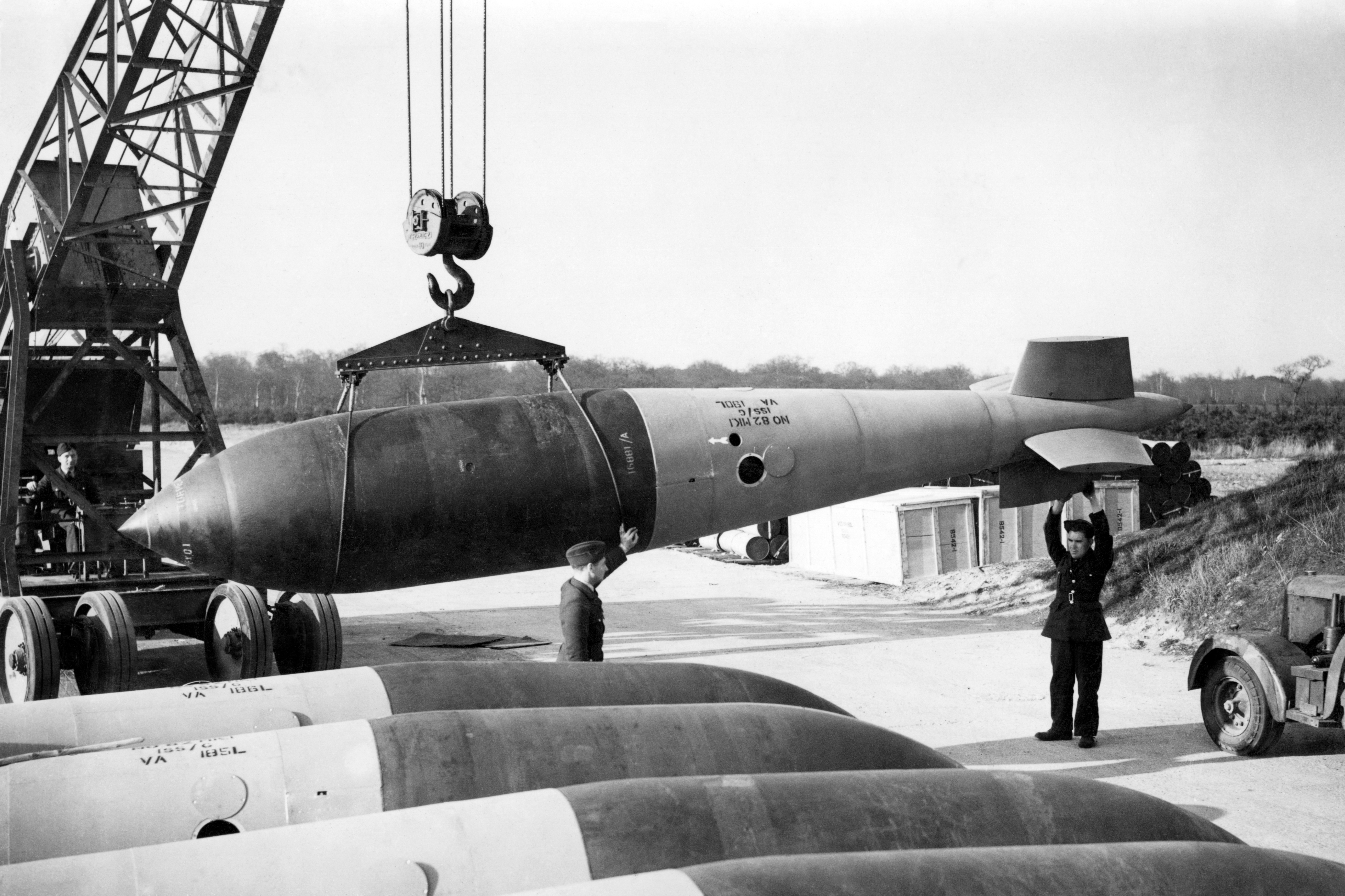
BombaGrand Slam de la Royal Air Force, inici de 1945
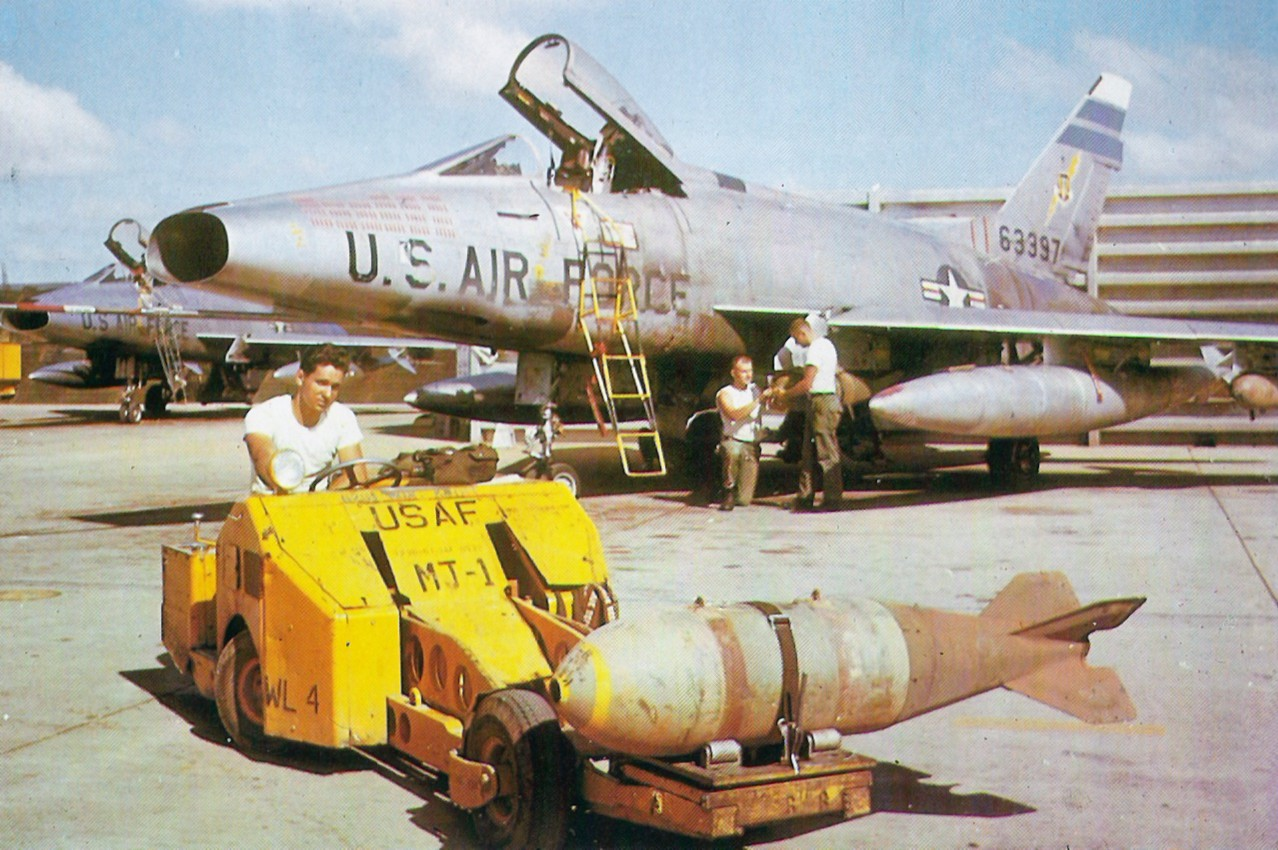
AF-100 Super Sabredel 308è TFS armat ambbombesMk 117de750 livres a Tuy Hoa, Vietnam del Sud el 1966
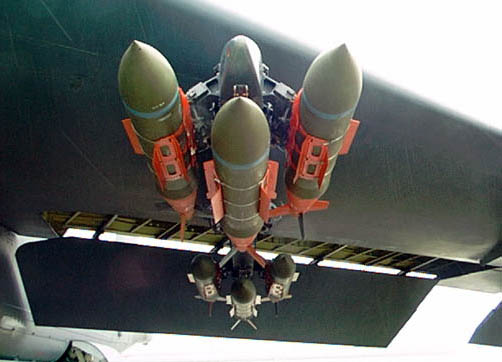
Bombes GBU-31 (bomba guiada JDAMmoderna)